# Mattias Hävelid
Mattias Hävelid (né le 1er janvier 2004 à Täby en Suède) est un joueur suédois de hockey sur glace. Il évolue à la position de défenseur.

## Biographie

### Carrière junior
Hävelid commence sa carrière junior avec le Linköping HC en 2017-2018. Il dispute 3 matchs dans la division régionale avec l'équipe des moins de 16 ans. La saison suivante, il dispute à nouveau 3 rencontres dans cette catégorie, avant de rejoindre le contingent des moins de 16 ans qui évolue en championnat régional élite. Avec ces derniers, il parvient à se qualifier pour le championnat national et ils sont éliminés lors de la deuxième phase de groupe.
Il participe au tournoi TV-Pucken en 2018-2019, représentant sa région, Östergötland. Son équipe termine à la 9e place. En 2019-2020, il participe à nouveau au tournoi et aide Östergötland à terminer à la 2e place, remportant la médaille d'argent.
Lors de la saison 2019-2020, il dispute 4 matchs avec le contingent moins de 16 ans en ligue régionale élite. Il dispute également le championnat national avec les moins de 18 ans, ils terminent premier de la division Sud, avant que la saison ne soit interrompue par la Pandémie de Covid-19. La saison 2020-2021 est, elle aussi, interrompue par la pandémie. Il dispute 12 matchs en J20 Nationell avec le contingent des moins de 20 ans.
En 2021-2022, il dispute 29 matchs de saison régulière en J20 Nationell, avec le contingent des moins de 20 ans. Il 10 buts et 9 passes pour un total de 19 points. Lors des séries éliminatoires, il aide son équipe à remporter le championnat et est sacré mvp grâce à ses 10 points en 8 rencontres.

### En club
Hävelid commence sa carrière professionnelle avec le Linköping HC en SHL, lors de la saison 2021-2022. Il dispute son premier match le 12 octobre 2021, lors d'une défaite 2-3 face au Örebro HK.
Le 1er avril 2022, il signe un contrat de deux ans avec Linköping.
En prévision du repêchage de 2022, la centrale de recrutement de la LNH le classe au 19e rang des espoirs européens chez les patineurs.

### En équipe nationale
Hävelid représente la Suède lors de la Coupe Hlinka-Gretzky en 2021, il finit troisième du tournoi, remportant une médaille de bronze.
Lors du Championnat du monde moins de 18 ans en 2021, il fait partie de la formation remportant la médaille de bronze.
Il prend également part Championnat du monde moins de 18 ans en 2022 et remporte la médaille d'or.

## Statistiques

### En club
| Saison    | Équipe           | Ligue           |                   | Saison régulière  | Saison régulière  | Saison régulière  | Saison régulière  | Saison régulière  |                   | Séries éliminatoires | Séries éliminatoires | Séries éliminatoires | Séries éliminatoires | Séries éliminatoires |
| Saison    | Équipe           | Ligue           | PJ                | B                 | A                 | Pts               | Pun               | PJ                | B                 | A                    | Pts                  | Pun                  |                      |                      |
| 2017-2018 | Linköping HC M16 | J16 Division 1  | 3                 | 0                 | 0                 | 0                 | 4                 | -                 | -                 | -                    | -                    | -                    |                      |                      |
| 2018-2019 | Linköping HC M16 | J16 Division 1  | 3                 | 1                 | 1                 | 2                 | 2                 | -                 | -                 | -                    | -                    | -                    |                      |                      |
| 2018-2019 | Linköping HC M16 | J16 Elit        | 24                | 7                 | 6                 | 13                | 4                 | -                 | -                 | -                    | -                    | -                    |                      |                      |
| 2018-2019 | Linköping HC M16 | J16 SM          | 6                 | 2                 | 1                 | 3                 | 0                 | -                 | -                 | -                    | -                    | -                    |                      |                      |
| 2018-2019 | Östergötland     | TV-Pucken       | 6                 | 0                 | 1                 | 1                 | 0                 | -                 | -                 | -                    | -                    | -                    |                      |                      |
| 2019-2020 | Linköping HC M16 | J16 Elit        | 2                 | 1                 | 2                 | 3                 | 0                 | 2                 | 1                 | 1                    | 2                    | 0                    |                      |                      |
| 2019-2020 | Linköping HC M18 | J18 Elit        | 13                | 3                 | 4                 | 7                 | 4                 | -                 | -                 | -                    | -                    | -                    |                      |                      |
| 2019-2020 | Linköping HC M18 | J18 Allsvenskan | 14                | 2                 | 4                 | 6                 | 2                 | -                 | -                 | -                    | -                    | -                    |                      |                      |
| 2019-2020 | Östergötland     | TV-Pucken       | 8                 | 4                 | 4                 | 8                 | 4                 | -                 | -                 | -                    | -                    | -                    |                      |                      |
| 2020-2021 | Linköping HC M20 | J20 Nationell   | 12                | 0                 | 6                 | 6                 | 6                 | -                 | -                 | -                    | -                    | -                    |                      |                      |
| 2021-2022 | Linköping HC M18 | J18 Region      | 2                 | 2                 | 1                 | 3                 | 0                 | -                 | -                 | -                    | -                    | -                    |                      |                      |
| 2021-2022 | Linköping HC M20 | J20 Nationell   | 29                | 10                | 9                 | 19                | 2                 | 8                 | 5                 | 5                    | 10                   | 0                    |                      |                      |
| 2021-2022 | Linköping HC     | SHL             | 23                | 0                 | 0                 | 0                 | 0                 | -                 | -                 | -                    | -                    | -                    |                      |                      |
| 2022-2023 | Linköping HC M20 | J20 Nationell   | 0                 | 0                 | 0                 | 0                 | 0                 | 4                 | 0                 | 2                    | 2                    | 2                    |                      |                      |
| 2022-2023 | Linköping HC     | SHL             | 25                | 4                 | 2                 | 6                 | 2                 | -                 | -                 | -                    | -                    | -                    |                      |                      |
| 2023-2024 | Linköping HC     | SHL             | Saison en cours ? | Saison en cours ? | Saison en cours ? | Saison en cours ? | Saison en cours ? | Saison en cours ? | Saison en cours ? | Saison en cours ?    | Saison en cours ?    | Saison en cours ?    |                      |                      |

### En équipe nationale
| Année     | Équipe    | Compétition                          |   | PJ | B | A  | Pts | Pun       |  | Résultat |
| 2019-2020 | Suède M16 | International                        | 6 | 2  | 4 | 6  | 0   |           |  |          |
| 2020-2021 | Suède M18 | International                        | 8 | 1  | 3 | 4  | 2   |           |  |          |
| 2021      | Suède M18 | Coupe Hlinka-Gretzky                 | 5 | 2  | 7 | 9  | 4   | 3e place  |  |          |
| 2021      | Suède M18 | Championnat du monde moins de 18 ans | 7 | 1  | 3 | 4  | 2   | 3e place  |  |          |
| 2021-2022 | Suède M18 | International                        | 9 | 2  | 8 | 10 | 8   |           |  |          |
| 2022      | Suède M18 | Championnat du monde moins de 18 ans | 6 | 4  | 8 | 12 | 0   | 1re place |  |          |

## Famille
Son frère jumeau, Hugo est également joueur de hockey. Leur père Niclas est un ancien joueur de hockey sur glace, il a notamment jouer dans la Ligue nationale de hockey, il est champion du monde en 1998 et champion olympique en 2006.

## Trophées et honneurs personnels

### TV-Pucken
- 2019-2020 : médaille d'argent avec l'équipe d'Östergötland.

### Coupe Hlinka-Gretzky
- 2020-2021 : médaille de bronze avec la Suède.

### Championnat du monde moins de 18 ans
- 2020-2021 : médaille de bronze avec la Suède.
- 2021-2022 : médaille d'or avec la Suède. Il est également désigné parmi les trois meilleurs joueurs de sa formation.

### J20 Nationell
- 2021-2022 : médaille d'or avec le Linköping HC. il est désigné meilleur joueur des séries éliminatoires.